# Jean Jacques Bernardin Colaud de La Salcette
Pour les articles homonymes, voir Colaud.
 (janvier 2020).
Si vous disposez d'ouvrages ou d'articles de référence ou si vous connaissez des sites web de qualité traitant du thème abordé ici, merci de compléter l'article en donnant les références utiles à sa vérifiabilité et en les liant à la section « Notes et références ».
Jean Jacques Bernardin Colaud de La Salcette, né à Grenoble (Isère), le 27 décembre 1759, est un général français de la Révolution et de l’Empire.

## États de service
Neveu de Jacques-Bernardin Colaud de La Salcette, il entre au service comme cadet dans le régiment de l'Île de France (22e, puis 39e d'infanterie) au mois de mai 1778. Fait sous-lieutenant sans appointements le 15 décembre de la même année, sous-lieutenant avec traitement le 11 juin 1776, lieutenant en second le 21 mai 1788, lieutenant en premier le 20 septembre 1788, capitaine le 11 juin 1791, il suit Béhague aux Antilles.
Il devient aide-de-camp du général Lameth le 16 février 1792 puis de Menou et sert à l'armée du Nord. Nommé adjudant-général chef de bataillon le 8 mars 1793 et envoyé à l'armée d'Italie, il se distingue dans différents combats, notamment les 8 et 12 juin et se voit contraint, à cause de sa naissance, de donner sa démission le 15 septembre suivant.
Réintégré le 25 prairial an III (13 juin 1795), il est promu adjudant-général chef de brigade le même jour. Cet officier supérieur se fait remarquer les 8 et 16 fructidor aux affaires de Sainte-Anne, de la Lombarde et de Saint-Barnouilli, où il commande la gauche de la division Sérurier. Dans la dernière, il arrête la marche des Piémontais, qui cherchent à gagner le pont du Var par les vallées de la Tinée et de la Vésubie, et leur fait un grand nombre de prisonniers, parmi lesquels le colonel Payernoff. Kellermann juge cette action si importante, surtout dans la situation où se trouve alors l'armée, qu'il demande et obtient pour Lasalcette le grade de général de brigade le 7 brumaire an IV (29 octobre 1795).
Au siège de Mantoue, il commande par intérim la division Sérurier lorsqu'elle reprend position à Marmirolo, après avoir repoussé l'ennemi dans la place et lui avoir enlevé des convois et des prisonniers. Le 20 fructidor il bat l'ennemi à Saint-Antoine et lui prend l'artillerie qui arme la redoute de cette ville, qui a lieu le 14 pluviôse an VI et marche sur Rome avec la division Victor.
À la suite du traité de Campo-Formio il est envoyé dans les îles Ioniennes. Le général Chabot le charge de la défense de Preveza sur la côte ouest de la Grèce, au moment où les Turcs et les Russes réunis déclarent la guerre aux Français. II s'y défend contre 11 000 Albanais, Turcs et Russes, commandés par Ali-Pacha, n'ayant à sa disposition que 450 hommes, 60 souliotes Grecs et 200 habitants de la ville. La garnison étant réduite à 150 combattants, ne pouvant espérer aucun secours, pressé d'ailleurs par un ennemi supérieur, il capitule. La plupart des Grecs ont été décapités par Ali-Pacha. Conduit à Constantinople, condamné au bagne avec ses compagnons d'armes, il n'en sort qu'au mois de ventôse an IX, par échange avec les prisonniers que l'armée d'Égypte a faits.
Rentré en France, mis en non-activité le 1er vendémiaire an X, il est employé dans la 7e division militaire le 1er vendémiaire an XI et reçoit en l'an XII la décoration de membre de la Légion d'honneur le 19 frimaire et celle de commandeur de l'Ordre le 23 prairial (14 juin 1804).
Attaché le 18 brumaire an XIV au corps de réserve du maréchal Kellermann comme chef d'état-major, l'Empereur le fait gouverneur du Hanovre le 4 décembre 1806. Le 18 mai 1811 il est créé baron d'Empire. Il a un commandement dans la 30e division militaire depuis le 10 juin 1810, lors des événements de 1814. 
Le 31 août, Louis XVIII le nomme commandant du département de la Loire et l'admet à la retraite le 24 décembre. Quand l'Empereur revient en 1815, il l'élève au grade de général de division le 22 mars et lui confie la 7e division militaire. Le gouvernement royal ordonne son remplacement le 21 juillet et annule sa nomination le 1er août. 
Rentré dans sa position de retraite, il y demeure jusqu'à la Révolution de 1830. Louis-Philippe Ier, par ordonnance du 5 janvier 1832 et en considération de sa promotion pendant les Cent-Jours, lui rend son grade de lieutenant-général pour prendre rang du 19 novembre 1831.
Il meurt le 3 septembre 1834. Son nom est gravé sur le monument de l'arc de triomphe de l'Étoile, côté Sud. 
Son frère aîné, Joseph-Claude-Louis Colaud de La Salcette, est préfet puis député de la Creuse au Corps législatif.

### Sources
- Ressource relative à la vie publique :   - base Léonore